# Transport for Wales/Trafnidiaeth Cymru
| Transport for Wales Trafnidiaeth Cymru                                                        | Transport for Wales Trafnidiaeth Cymru                |
| --------------------------------------------------------------------------------------------- | ----------------------------------------------------- |
|                                                                                               |                                                       |
| Basisinformationen                                                                            |                                                       |
| Logo der Transport for Wales Rail · Klasse 197 und Klasse 231 in Cardiff Central im Juli 2023 |                                                       |
| Konzession und Dauer                                                                          | Transport for Wales Rail Limited seit 7. Februar 2021 |
| Sitz                                                                                          | Llys Cadwyn, Pontypridd, CF37 4TH.                    |
| Mitarbeiter                                                                                   | 2.204                                                 |
| Statistik                                                                                     |                                                       |
| Flotte                                                                                        | 128                                                   |
| Bahnhöfe                                                                                      | 247                                                   |
| Hauptregion                                                                                   | Wales                                                 |
| Nebenregionen                                                                                 | West Midlands North West England                      |
| Webseite                                                                                      |                                                       |
| tfwrail.wales (englisch) trctrenau.cymru (walisisch)                                          |                                                       |

Die britische Bahngesellschaft Transport for Wales Rail Limited betreibt unter der Marke englisch Transport for Wales, walisisch Trafnidiaeth Cymru, kurz auch TfW Rail bzw. TrC Trenau, seit Februar 2021 die Wales & Borders-Franchise, also die meisten Züge in Wales, sowie einige Strecken in angrenzenden englischen Regionen. Vom 14. Oktober 2018 bis Februar 2021 betrieb ein privates Konsortium von Keolis und Amey, einem britischen Tochterunternehmen von Ferrovial (offizieller Name der Gesellschaft: Keolis Amey Operations / Gweithrediadau Keolis Amey Ltd) das Franchise, jedoch nutzte das Unternehmen die Marke Transport for Wales/Trafnidiaeth Cymru, der gleichnamigen Organisation der walisischen Regierung. Im Februar 2021 wurde der Bahnbetrieb rückverstaatlicht.

## Geschichte
Im Gegensatz zur Franchise von Arriva Trains Wales wurde das neue Franchise nicht von der britischen, sondern der walisischen Regierung vergeben.
Im Oktober 2016 gab die walisische Regierung bekannt, dass Abellio, Arriva, ein Konsortium aus Keolis und Amey, und MTR Corporation in die engere Auswahl um das Franchise gekommen sind.
Ein Jahr später, im Oktober 2017, zog sich Arriva aus dem Wettbewerb um das Franchise zurück, gefolgt im Februar 2018 von Abellio, nachdem deren Partner Carillion Insolvenz anmeldete. Am 23. Mai 2018 vergab die walisische Regierung das Franchise schließlich für die Dauer von 15 Jahren an KeolisAmey.
Keolis Amey trat auf dem Markt unter dem sich im Besitz der Regierung befindlichen Namen Trafnidiaeth Cymru/Transport for Wales auf. Im Januar 2020 büßte die walisische Regierung Keolis wegen schlechtem Service mit £2,3 Mio. Außerdem hat die walisische Sprachkommission Keolis ebenfalls 2020 vorgeworfen, sechs Mal gegen Sprachvorschriften verstoßen zu haben. Unter anderem seien die Billettautomaten, Webseite, App, Stations- und Zugsansagen nicht vollständig zweisprachig und gewisse Billette seien nur in englischer Sprache. Nachdem durch die Covid-19-Pandemie das Franchise finanziell nicht mehr überlebensfähig war, übernahm sie die walisische Regierung per 7. Februar 2021.

## Rollmaterial
Transport for Wales/Trafnidiaeth Cymru übernahm die Flotte von Arriva Trains Wales, bestehend aus Dieseltriebwagen der Reihen 142, 143, 150, 153, 158 und 175, sowie Mark-3-Personenwagen.

### Flotte vor 2020
| Baureihe               | Bild                  | Typ                   | Maximalgeschwindigkeit | Maximalgeschwindigkeit | Wagenanzahl           | Anzahl                | Strecken | Baujahr               |
| Baureihe               | Bild                  | Typ                   | mph                    | km/h                   | Wagenanzahl           | Anzahl                | Strecken | Baujahr               |
| Lokgezogener Fuhrpark  | Lokgezogener Fuhrpark | Lokgezogener Fuhrpark | Lokgezogener Fuhrpark  | Lokgezogener Fuhrpark  | Lokgezogener Fuhrpark | Lokgezogener Fuhrpark | Lokgezogener Fuhrpark | Lokgezogener Fuhrpark |
| ---------------------- | --------------------- | --------------------- | ---------------------- | ---------------------- | --------------------- | --------------------- | --- | --------------------- |
| 67                     |                       | Diesellokomotive      | 125                    | 200                    | –                     | 3                     | Premier Service: Holyhead–Cardiff Central - Holyhead (Llandudno)–Manchester Piccadilly                                             | 1999–00               |
| Mark 3                 |                       | Personenwagen         | 125                    | 200                    | –                     | 12                    | Premier Service: Holyhead–Cardiff Central - Holyhead (Llandudno)–Manchester Piccadilly                                             | 1975–88               |
| Mark 3                 |                       | Steuerwagen           | 125                    | 200                    | –                     | 3                     | Premier Service: Holyhead–Cardiff Central - Holyhead (Llandudno)–Manchester Piccadilly                                             | 1988                  |
| Dieseltriebwagen       |                       |                       |                        |                        |                       |                       | |                       |
| 142 Pacer              |                       | Dieseltriebwagen      | 75                     | 121                    | 2                     | 15                    | Valley Lines & Cardiff-Vorortbahnen                                                                                                | 1985–87               |
| 143 Pacer              |                       | Dieseltriebwagen      | 75                     | 121                    | 2                     | 15                    | Valley Lines & Cardiff-Vorortbahnen                                                                                                | 1985–86               |
| 150/2 Sprinter         |                       | Dieseltriebwagen      | 75                     | 121                    | 2                     | 36                    | - Cardiff-Vorortbahnen - Heart of Wales/West Wales-Linien - Regionalzüge zwischen Süd- und Westwales, Nordwest- und Südwestengland | 1986–87               |
| 153 Super Sprinter     |                       | Dieseltriebwagen      | 75                     | 121                    | 1                     | 8                     | - Cardiff-Vorortbahnen - Heart of Wales/West Wales-Linien - Regionalzüge zwischen Süd- und Westwales, Nordwest- und Südwestengland | 1987–88               |
| 158/0 Express Sprinter |                       | Dieseltriebwagen      | 90                     | 140                    | 2                     | 24                    | - Birmingham International–Aberystwyth - Regionalzüge zwischen Süd- und Nordwales, Nordwest- und Südwestengland                    | 1990–91               |
| 175/0 & 175/1 Coradia  |                       | Dieseltriebwagen      | 100                    | 161                    | 2                     | 11                    | Regionalzüge zwischen Nordwestengland, Nord- und Südwales                                                                          | 1999–01               |
| 175/0 & 175/1 Coradia  | 3                     | Dieseltriebwagen      | 100                    | 161                    | 16                    |                       | Regionalzüge zwischen Nordwestengland, Nord- und Südwales                                                                          | 1999–01               |

### Zukünftige Flotte
Die gesamte 2019 bestehende Flotte von Transport for Wales/Trafnidiaeth Cymru soll bis 2023 ersetzt werden (mit Ausnahme der Lokomotiven der Reihe 67), die Hälfte dieser neuen Züge sollen in Llanwern/Wales bei CAF gebaut werden.
77 neue Dieseltriebwagen des Typs CAF Civity sollen gebaut werden, des Weiteren werden fünf Triebwagen der Reihe 153 von Great Western Railway und 12 Turbostars von Greater Anglia übernommen.
Zudem wurden 35 Stadler Flirts bestellt, 24 in Dreisystemversion und elf dieselelektrische. Diese werden durch unterstützt durch 36 Stadler Citylink Tram-Trains.
12 Mark 4-Personenwagen sollen nach einer Modernisierung von London North Eastern Railway übernommen werden, zur Flotte kommen dann noch fünf Triebwagen der Reihe 230 (Umbauten aus dem London Underground D78 Stock) von Vivarail hinzu.
| Baureihe                     | Bild                  | Typ                   | Maximalgeschwindigkeit | Maximalgeschwindigkeit | Wagenanzahl           | Anzahl                | Strecken                                                                                          | Baujahr               | Inbetriebnahme        |
| Baureihe                     | Bild                  | Typ                   | mph                    | km/h                   | Wagenanzahl           | Anzahl                | Strecken                                                                                          | Baujahr               | Inbetriebnahme        |
| Lokgezogener Fuhrpark        | Lokgezogener Fuhrpark | Lokgezogener Fuhrpark | Lokgezogener Fuhrpark  | Lokgezogener Fuhrpark  | Lokgezogener Fuhrpark | Lokgezogener Fuhrpark | Lokgezogener Fuhrpark                                                                             | Lokgezogener Fuhrpark | Lokgezogener Fuhrpark |
| ---------------------------- | --------------------- | --------------------- | ---------------------- | ---------------------- | --------------------- | --------------------- | ------------------------------------------------------------------------------------------------- | --------------------- | --------------------- |
| Mark 4                       |                       | Personenwagen         | 140                    | 225                    | –                     | 12                    | Züge zwischen Nord- und Südwales                                                                  | 1989–92               | 2019                  |
| Dieseltriebwagen             |                       |                       |                        |                        |                       |                       |                                                                                                   |                       |                       |
| 153 Super Sprinter           |                       | Dieseltriebwagen      | 75                     | 121                    | 1                     | 5                     | Ländliche Strecken in West Wales                                                                  | 1987–88               | 2019                  |
| 170/2 Turbostar              |                       | Dieseltriebwagen      | 100                    | 161                    | 2                     | 4                     | - Heart of Wales Line - South Wales Metro – Ebbw Vale/Maesteg                                     | 1999–02               | 2019                  |
| 170/2 Turbostar              | 3                     | Dieseltriebwagen      | 100                    | 161                    | 8                     |                       | - Heart of Wales Line - South Wales Metro – Ebbw Vale/Maesteg                                     | 1999–02               | 2019                  |
| Class 197 Civity             |                       | Dieseltriebwagen      | k. A.                  | k. A.                  | 2                     | 51                    | - Cambrian Line (ab 2022) - Regionalzüge zwischen Nord-, Süd- und Westwales und England (ab 2023) | k. A.                 | 2021–23               |
| Class 197 Civity             | 3                     | Dieseltriebwagen      | k. A.                  | k. A.                  | 26                    |                       | - Cambrian Line (ab 2022) - Regionalzüge zwischen Nord-, Süd- und Westwales und England (ab 2023) | k. A.                 | 2021–23               |
| Dieselelektrische Triebwagen |                       |                       |                        |                        |                       |                       |                                                                                                   |                       |                       |
| 230 D-Train                  |                       | DEMU                  | 60                     | 97                     | 3                     | 5                     | Conwy Valley Line, Borderlands line, Chester-Crewe                                                | k. A.                 | 2019                  |
| Class 231 FLIRT              |                       | DEMU                  | k. A.                  | k. A.                  | 4                     | 11                    | Züge in Südostwales                                                                               | k. A.                 | 2022                  |
| Zweisystemtriebwagen         |                       |                       |                        |                        |                       |                       |                                                                                                   |                       |                       |
| 769 Flex                     |                       | BMU                   | k. A.                  | k. A.                  | 4                     | 5                     | Noch unbekannt                                                                                    | k. A.                 | (1987–1988)           |
| Dreisystemtriebwagen         |                       |                       |                        |                        |                       |                       |                                                                                                   |                       |                       |
| Class 756 FLIRT              |                       | TMU                   | k. A.                  | k. A.                  | 3                     | 7                     | Züge zwischen Rhymney/Coryton und Penarth/Barry Island/Bridgend über Glamorgan-Tal                | k. A.                 | 2023                  |
| Class 756 FLIRT              | 4                     | TMU                   | k. A.                  | k. A.                  | 17                    |                       | Züge zwischen Rhymney/Coryton und Penarth/Barry Island/Bridgend über Glamorgan-Tal                | k. A.                 | 2023                  |
| Tram-Trains                  |                       |                       |                        |                        |                       |                       |                                                                                                   |                       |                       |
| Class 398 Citylink           |                       | Tram-train            | k. A.                  | k. A.                  | 3                     | 36                    | Züge nach Treherbert, Aberdare und Merthyr Tydfil                                                 | k. A.                 | 2022–23               |